# Steinstücken

Huidige ligging van Steinstücken

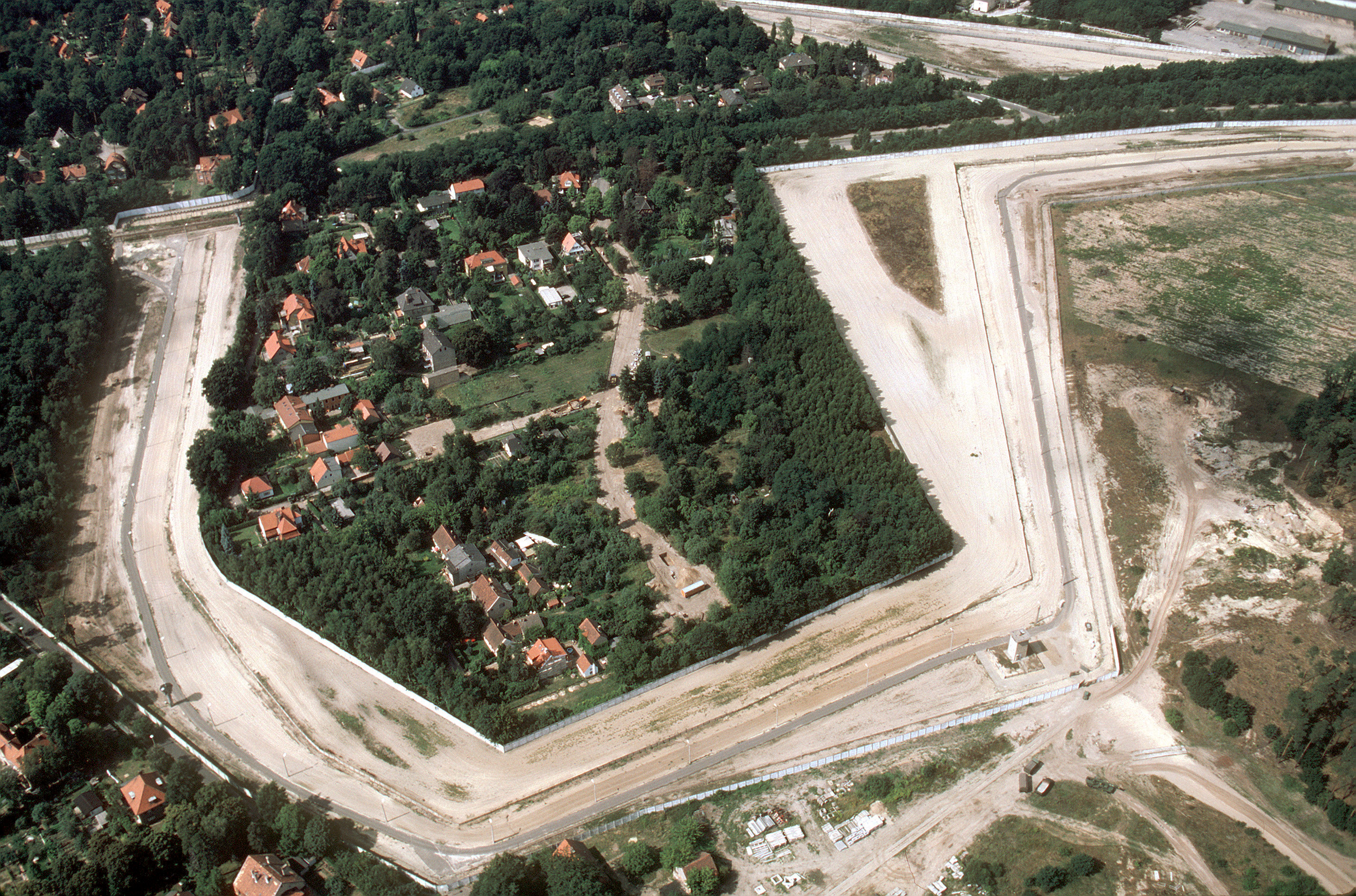
Luchtfoto van de muur rondom Steinstücken in 1989

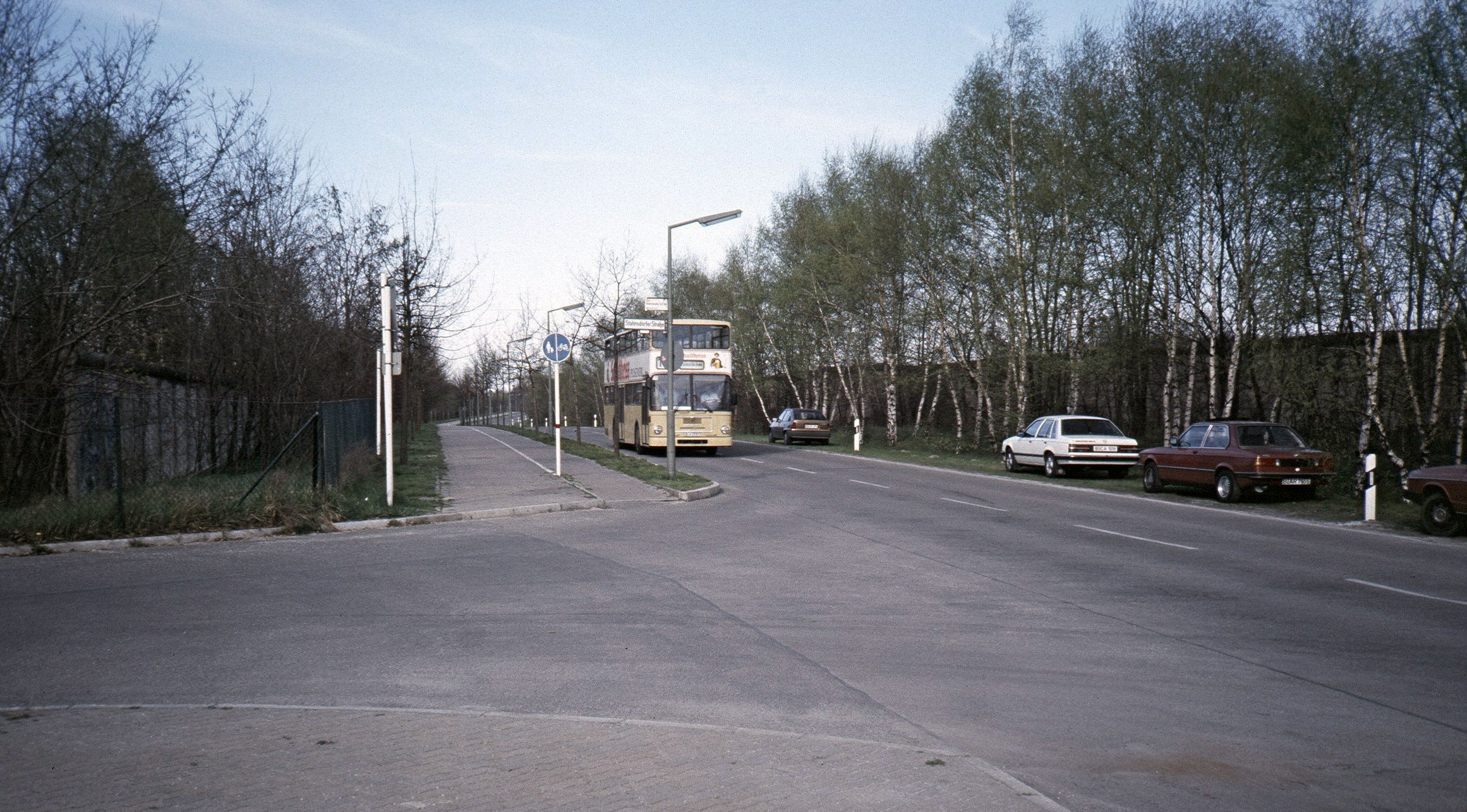
Begin van de verbindingscorridor met West-Berlijn in Steinstücken

Steinstücken is een woonbuurt van Berlijn, die behoort tot het stadsdeel Wannsee, maar aan alle zijden omringd wordt door de Brandenburgse stad Potsdam. Tijdens de deling van Berlijn was Steinstücken de enige permanent bewoonde West-Berlijnse exclave in de DDR, totdat het in 1972 door een corridor met de rest van Berlijn verbonden werd. Steinstücken is ongeveer driehonderd meter lang en een kilometer breed en telt slechts een paar honderd inwoners. De wijk wordt in tweeën gedeeld door een spoorlijn, de Wetzlarer Bahn.

## Geschiedenis
De exclave ontstond in 1787, toen boeren uit Stolpe, gelegen nabij de Kleiner Wannsee, een stuk grond buiten de eigenlijke grenzen van het dorp verwierven. In de 19e eeuw ontwikkelde zich op deze grond een nieuwe woonkern. In 1898 werd Stolpe deel van de nieuwgevormde gemeente Wannsee, die op haar beurt in 1920 werd geannexeerd door Groot-Berlijn. De grenssituatie in Steinstücken bleef bij deze herindelingen ongewijzigd, en zodoende werd het gebied een exclave van Berlijn. Ondanks de bestuurlijke grenzen waren de bewoners vooral gericht op de Potsdamse wijk Neubabelsberg, die in de loop der jaren sterk gegroeid was en Steinstücken inmiddels vrijwel volledig omsloot.
Tot 1945 vormde de territoriale situatie van Steinstücken geen enkel probleem - de exclave zowel als het omliggende gebied behoorden immers tot hetzelfde land; gemeenten met exclaves zijn in Duitsland bovendien sowieso niet ongebruikelijk. Na de Tweede Wereldoorlog werd de stadsgrens echter een grens tussen bezettingszones: Steinstücken kwam als deel van het district Zehlendorf in de Amerikaanse sector te liggen, terwijl Potsdam-Babelsberg, zoals het gehele gebied dat Berlijn omringt, onder Sovjet-gezag kwam te staan. Met de oprichting van de twee Duitse staten in 1949 werd de zonegrens bij Steinstücken een staatsgrens: die tussen West-Berlijn en de DDR. Desondanks bleef de grens aanvankelijk vrij te passeren.
Op 18 oktober 1951 probeerde de DDR de exclave te annexeren, maar stuitte daarbij op weerstand van de bewoners. Na vier dagen maakte het Amerikaanse leger de bezetting van Steinstücken ongedaan. Vervolgens richtten de oostelijke autoriteiten rond de exclave een aantal wachtposten in en mochten de bewoners van Steinstücken niet meer vrij naar het omliggende Potsdam reizen. West-Berlijn was alleen te bereiken via een bosweg naar Kohlhasenbrück; aangezien deze weg door de DDR liep moest men tweemaal een grenspost passeren. In juni 1952 werd het betreden van DDR-grondgebied verboden voor West-Berlijners; aan de stadsgrenzen werden wegversperringen opgericht, zo ook rond Steinstücken.
Na de bouw van de Berlijnse Muur in 1961 werd Steinstücken een geliefd toevluchtsoord voor Republikflüchtlinge, Oost-Duitsers die probeerden naar het Westen te ontsnappen. De grens bij Steinstücken was namelijk tamelijk makkelijk te overwinnen, omdat Friese ruiters de enige hindernis vormden. Nadat twintig Oost-Duitse grenssoldaten naar Steinstücken waren gevlucht, grendelde men de exclave echter volledig af met een muur. In september 1961 richtten de Amerikanen een permanente legerbasis in Steinstücken in, die per helikopter bevoorraad en bemand werd. Een helikoptermonument in de wijk herinnert hier nog altijd aan.
Op 20 december 1971 bereikten de regeringen van de DDR en West-Berlijn overeenkomst over een gebiedsruil. Een aantal onbewoonde West-Berlijnse exclaves werd aan de DDR toegewezen en de DDR stond een 20 meter brede en ongeveer een kilometer lange strook land tussen Steinstücken en Kohlhasenbrück af aan West-Berlijn. In deze strook, die aan weerszijden door een muur begrensd werd, legde men vervolgens een weg aan, die de vroegere exclave met de rest van West-Berlijn verbond. Enkele maanden voor de overeenkomst hadden de vier bezettingsmachten hun fiat gegeven aan een oplossing van het probleem-Steinstücken door middel van gebiedsruil.
Na de val van de Muur in 1989 werden de grenswerken in 1990 afgebroken. Het bijzondere verloop van de grens, inclusief de corridor, is sindsdien onveranderd gebleven - al is de grens tegenwoordig slechts die tussen twee deelstaten, Berlijn en Brandenburg.